# Legar

Strop drewniany

Legar – drewniany, podłużny element, na którym układa się deski podłogi. Określenie to używane jest także w stosunku do podkładów pod ciężkie przedmioty.